# Росс Ульбріхт
Росс Вільям Ульбріхт (нар. 27 березня 1984 року) — американець, який був засуджений до довічного ув'язнення за створення та керування вебсайтом даркнету «Silk Road» з 2011 року до арешту в 2013 році. Сайт працював як прихована служба в мережі Tor і сприяв продажу наркотиків та інших незаконних продуктів і послуг. Ульбріхт керував сайтом під псевдонімом «Dread Pirate Roberts» на честь вигаданого персонажа з роману «Принцеса-наречена».
У жовтні 2013 року Федеральне бюро розслідувань (ФБР) заарештувало Ульбріхта, і Silk Road було виведено з мережі. У 2015 році він був засуджений за участь у триваючій злочинній діяльності, розповсюдженні наркотиків, розповсюдженні наркотиків через Інтернет, змові з метою розповсюдження наркотиків, змові з метою відмивання грошей, змові з метою передачі фальшивих документів, що посвідчують особу, та змові з метою комп'ютерного злому. Його засудили до довічного ув'язнення без права умовно-дострокового звільнення. Апеляції Ульбріхта до Апеляційного суду другого округу США у 2017 році та до Верховного суду США у 2018 році не мали успіху. У вівторок 21 січня 2025 року Президент США Дональд Трамп помилував Росса Ульбріхта.

## Молодість і освіта
Ульбріхт виріс в Остіні, штат Техас. Він був бойскаутом, отримав звання орла-скаута. Він відвідував West Ridge Middle School і Westlake High School поблизу Остіна, закінчивши середню школу в 2002 році.
Ульбріхт навчався в Техаському університеті в Далласі на повну академічну стипендію і закінчив його в 2006 році, отримавши ступінь бакалавра з фізики. Потім він навчався в Університеті штату Пенсільванія, де отримав ступінь магістра з матеріалознавства та інженерії та вивчав кристалографію. По закінченню навчання Ульбріхт зацікавився лібертаріанською економічною теорією та дотримувався політичної філософії Людвіга фон Мізеса, підтримував Рона Пола, пропагував агоризм і брав участь у дебатах коледжу, щоб обговорити свої економічні погляди. Ульбріхт закінчив університет в 2009 році та повернувся до Остіна. Він спробував денний трейдинг і заснував компанію з виробництва відеоігор, але обидва починання провалилися. Згодом він об'єднався зі своїм другом Донні Палмертрі, щоб допомогти створити онлайн-продаж вживаних книг Good Wagon Books.

## Silk Road

### Створення та функціонування Silk Road
Палмертрі, співзасновник Good Wagon Books, зрештою переїхав до Далласа, залишивши Ульбріхта самотужки керувати книгарнею. Приблизно в цей час Ульбріхт почав планувати Silk Road (спочатку називався Underground Brokers). У своєму особистому щоденнику він виклав ідею вебсайту, «де люди могли б купити будь-що анонімно, без будь-яких слідів, аби уникнути відстеження». Колишня дівчина Ульбріхта сказала: «Я пам'ятаю, як у нього виникла ідея… Він сказав щось про… Шовковий шлях в Азії… і про те, яка це велика мережа… І це те, що він хотів створити, тому вважав, що це ідеальна назва». Ульбріхт посилався на Silk Road на своїй публічній сторінці в LinkedIn, де він обговорював бажання «використовувати економічну теорію як засіб для скасування використання примусу та агресії серед людства» і стверджував: «Я створюю економічну симуляцію, щоб дати людям можливість на власному досвіді побачити, як це — жити у світі без системного застосування сили».
Silk Road працював як цибулева служба в мережі Tor, яка реалізує шифрування даних і направляє трафік через проміжні сервери, щоб анонімізувати IP-адреси джерела та призначення. Розмістивши свій ринок як сайт Tor, Ульбріхт міг приховати IP-адресу сервера і, отже, його місцезнаходження. Для транзакцій на сайті використовувалась криптовалюта біткойн. Хоча всі транзакції з біткойнами реєструвалися в публічному реєстрі під назвою блокчейн, користувачі, які не прив'язували юридичні імена до криптовалютних гаманців, мали змогу проводити транзакції зі значною долею анонімності. Ульбріхт використовував ім'я користувача «Dread Pirate Roberts» для Silk Road, хоча спірним є питання, чи тільки він використовував цей обліковий запис. Натхнення для створення ринку Silk Road він приписав роману Alongside Night і творам Семюеля Едварда Конкіна III.

### Арешт

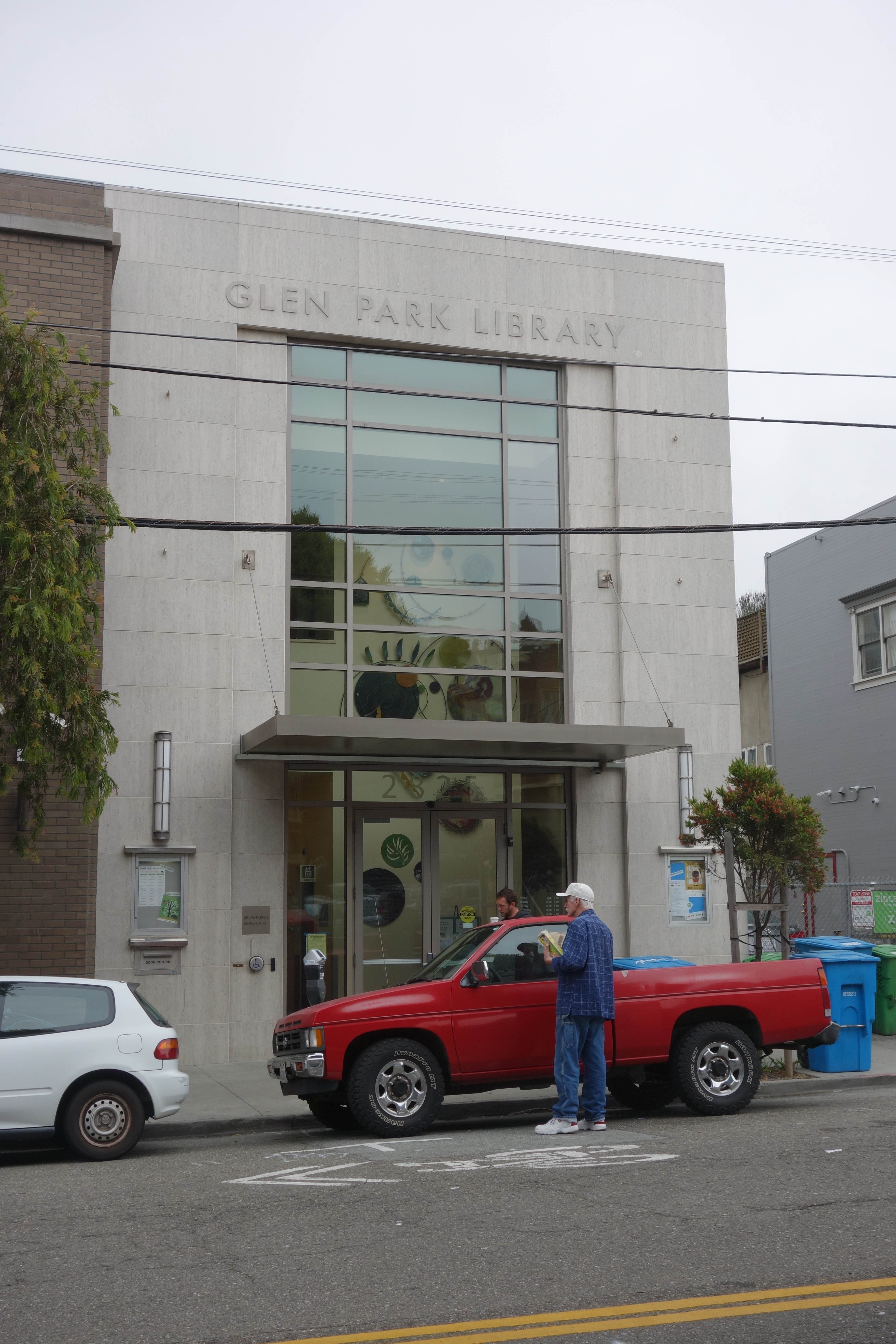
Філія Публічної бібліотеки Глен-Парк у Сан-Франциско, де Ульбріхт був заарештований Федеральним бюро розслідувань

Правоохоронні органи розкрили покриття Silk Road кількома способами. Слідчий наркоконтролю проник на сайт і став адміністратором, отримуючи внутрішню інформацію про діяльність сайту, а чати Ульбріхта показували тихоокеанський час, що звузило коло його ймовірного місцезнаходження. Правоохоронні органи вилучили сервер Silk Road в Ісландії та отримали безліч журналів чатів, ще більше збагативши обсяг інформації. Із «Dread Pirate Roberts» Ульбріхта пов'язав Гері Алфорд, слідчий Служби внутрішніх доходів, який працював з Управлінням США з боротьби з наркотиками у справі «Silk Road», у середині 2013 року. Зв'язок був встановлений за допомогою посилання на ім'я користувача «altoid», яке використовувалося на початку роботи Silk Road для оголошення вебсайту, і повідомлення на форумі, в якому Ульбріхт, публікуючи повідомлення під ніком «altoid», просив про допомогу в програмуванні та вказував свою електронну адресу, яка містила його повне ім'я. 1 жовтня 2013 року Федеральне бюро розслідувань заарештувало Ульбріхта у філії Публічної бібліотеки Сан-Франциско в Глен-Парку та звинуватило його в тому, що він є «натхненником» сайту.
Щоб перешкодити Ульбріхту зашифрувати або видалити файли на ноутбуці, який він використовував для запуску сайту під час арешту, двоє агентів прикинулися свареними коханцями. Коли вони досить відвернули його увагу, за словами Джошуа Бірмана з Wired, вони швидко підійшли, щоб заарештувати його, а третій агент схопив ноутбук і передав його агенту Томасу Кірнану. Потім Кірнан вставив флешку в один із USB-портів ноутбука з програмним забезпеченням, яке скопіювало ключові файли.
Ульбріхта взяли під варту без права внесення застави.

### Суд

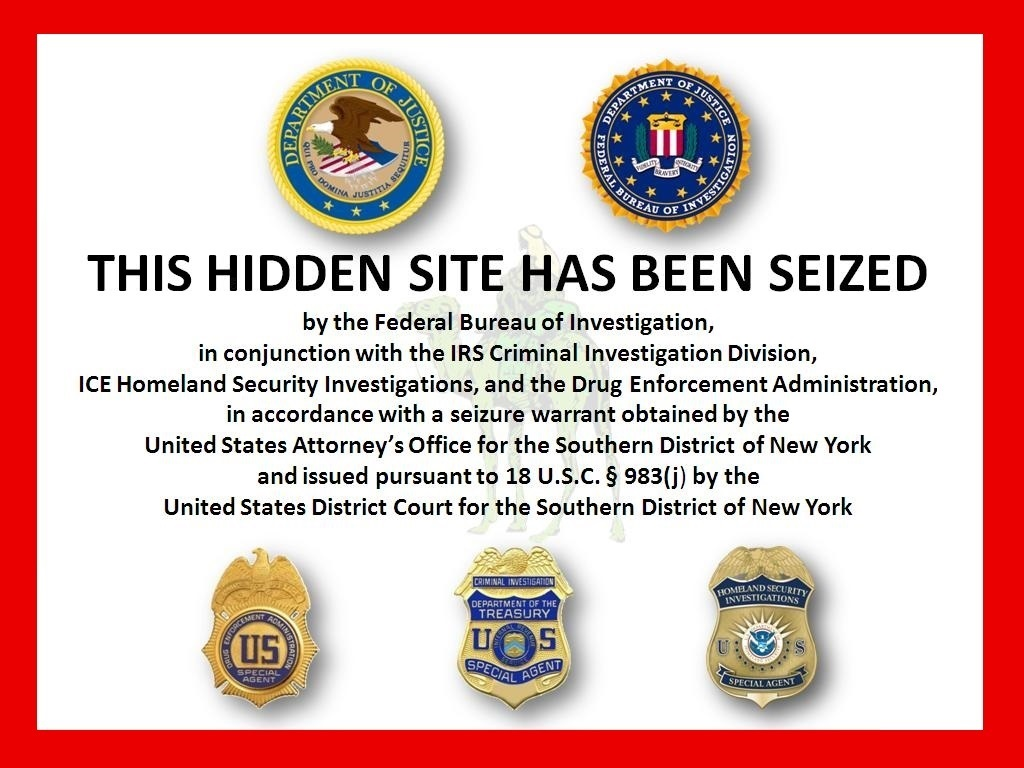
Зображення розміщене на Silk Road після конфіскації ФБР

4 лютого 2014 року Ульбріхту було пред'явлено звинувачення в участі в триваючій злочинній діяльності, змові з наркотиками, змові з метою відмивання грошей і змові з метою комп'ютерного злому. 21 серпня 2014 року в обвинувальному акті, який замінив обвинувальний висновок, було додано ще три пункти обвинувачення. 4 лютого 2015 року Ульбріхт був засуджений за всіма пунктами після суду присяжних, який відбувся в січні 2015 року. 29 травня 2015 року його засудили до подвійного довічного ув'язнення плюс 40 років без права умовно-дострокового звільнення. Ульбріхта також зобов'язали виплатити близько 183 мільйонів доларів компенсації, виходячи із загального обсягу продажів незаконних наркотиків і підроблених посвідчень через Silk Road.

### Звинувачення в замовному вбивстві
Федеральна прокуратура стверджувала, що Ульбріхт заплатив 730 000 доларів за угоди за замовні вбивства щонайменше п'ятьох людей, нібито через те, що вони погрожували розкрити підприємство Silk Road. Прокуратура вважає, що замовного вбивства насправді не було. Під час судового розгляду у федеральному суді Нью-Йорка Ульбріхта не було звинувачено у вбивстві на замовлення, але на суді були представлені докази, що підтверджують ці звинувачення. Окружний суд вирішив на підставі доказів, що Ульбріхт дійсно замовляв вбивства. Докази того, що Ульбріхт замовляв вбивства, були враховані суддею при засудженні Ульбріхта до довічного ув'язнення і стали фактором, який вплинув на рішення Другого округу залишити вирок у силі.
Ульбріхту було пред'явлено окреме звинувачення у федеральному суді в Меріленді за єдиним звинуваченням у вбивстві за замовленням, стверджуючи, що він замовив вбивство одного зі своїх співробітників (колишнього модератора Silk Road). Прокуратура відмовилася від цього обвинувачення після того, як його засудження в Нью-Йорку та вирок стали остаточними.

## Спроби змінити результат суду

### Апеляція
Ульбріхт подав апеляцію на вирок до Апеляційного суду другого округу США в січні 2016 року, стверджуючи, що сторона обвинувачення незаконно приховала докази службових зловживань агентів DEA під час розслідування Silk Road, за яке двох агентів було засуджено. Ульбріхт також стверджував, що його вирок був занадто суворим. Усні аргументи були заслухані в жовтні 2016 року,. Другий округ виніс своє рішення в травні 2017 року, залишивши в силі засудження Ульбріхта та вирок у висновку судді Джерарда Е. Лінча. У 139-сторінковому висновку суд підтвердив відмову районного суду у задоволенні клопотання Ульбріхта про знищення певних доказів, підтвердив рішення районного суду про відкриття доказів та прийняття експертних висновків, а також відхилив аргумент Ульбріхта про те, що довічне ув'язнення було процесуально або матеріально необґрунтованим.
У грудні 2017 року Ульбріхт подав до Верховного Суду США клопотання про перегляд справи у порядку цивільного судочинства (certiorari), просячи суд розглянути його апеляцію щодо доказів і питань вироку. У петиції Ульбріхта запитувалося, чи несанкціоноване вилучення інформації про інтернет-трафік особи без вагомої причини порушує Четверту поправку та чи дозволяє Шоста поправка суддям знаходити факти, необхідні для підтримки необґрунтованого вироку. Двадцять одна організація подала п'ять записок amicus curiae на підтримку Ульбріхта, включаючи Національну гільдію юристів, Американський чорний хрест, Reason Foundation, Drug Policy Alliance та Downsize DC Foundation. Уряд США подав відповідь на петицію Ульбріхта. 28 червня 2018 року Верховний суд відхилив клопотання, відмовившись розглядати апеляцію Ульбріхта.

### Прохання про скасування або пом'якшення вироку
У 2019 році Ульбріхт спробував скасувати довічне ув'язнення на підставі заяви про неефективну допомогу адвоката з боку його захисників. Ця спроба була спочатку відхилена в серпні 2019 року через процедурну помилку, але клопотання було подано повторно. Клопотання було відхилено в червні 2022 року.
У статті Vanity Fair за 2020 рік Нік Білтон стверджував, що Ульбріхт відхилив угоду про визнання провини, яка потенційно могла дати Ульбріхту десятирічний термін. Білтон пише: «За словами понад десятка слідчих і адвокатів, залучених до справи, з якими я спілкувався для написання книги, вирок Ульбріхту міг бути набагато менш суворим…» Помічник прокурора США Тімоті Ховард, який був співвідповідальним за судове переслідування у цій справі, засвідчив, що «…жодної такої пропозиції про визнання провини ніколи не було надано Россу Вільяму Ульбріхту або передано його тодішньому адвокату…» до висунення обвинувачення проти Ульбріхта. Говард заявив, що угода про визнання провини з обов'язковим мінімальним 10-річним терміном «…обговорювалася на заключній досудовій конференції 17 грудня 2014 року…», але максимальне покарання у вигляді довічного ув'язнення було наполегливо рекомендовано на основі керівних принципів винесення вироку.

## Після засудження

### Ув'язнення
Під час суду Ульбріхт перебував у в'язниці Метрополітен-виправного центру в Нью-Йорку. Починаючи з липня 2017 року, він перебував у USP Florence High. Його мати, Лін, переїхала до Колорадо, щоб мати можливість регулярно відвідувати його. Відтоді Ульбріхт був переведений до USP Tucson.

### Виплата реституції за рахунок арештованих активів
У 2021 році прокурори та захист Ульбріхта погодилися, що Ульбріхт відмовиться від будь-якого права власності на щойно виявлений фонд у розмірі 50 676 біткойнів (вартістю майже 3,4 мільярда доларів у 2021 році), вилучений у хакера в листопаді 2021 року. Біткойни були вкрадені з Silk Road у 2013 році. Ульбріхту не вдалося повернути їх. Уряд США відстежив і конфіскував вкрадені біткойни. Ульбріхт і уряд домовилися, що фонд буде використаний для погашення боргу Ульбріхта в розмірі 183 мільйонів доларів у його кримінальній справі, тоді як Міністерство юстиції візьме опіку над біткойнами.

### Документальні та художні фільми
Deep Web — це документальний фільм 2015 року, що розповідає про події навколо Silk Road, біткойни та політику Даркнету, включаючи суд над Ульбріхтом. «Silk Road: наркотики, смерть і темна павутина» — це документальний фільм про операцію ФБР з розшуку Ульбріхта та закриття «Silk Road». Документальний фільм був показаний на британському телебаченні в 2017 році в серії документальних фільмів BBC <i id="mwAVg">Storyville</i>.
Фільм «Шовковий шлях» вийшов на екрани 19 лютого 2021 року. Режисер Тіллер Рассел розповідає про створення вебсайту Ульбріхтом і розслідування ФБР і DEA. Ульбріхта зіграв американський актор Нік Робінсон.

### Продаж NFT
Сім'я Ульбріхта збирала гроші для звільнення його з в'язниці через децентралізовану автономну організацію FreeRossDAO, яка приймала пожертви від громадськості. У грудні 2021 року сім'я виставила на аукціон колекцію його творів і творів мистецтва як NFT, яку FreeRossDAO купив за 1442 Ethereum, що на той час вартістю приблизно 6,27 мільйона доларів.

### Заклики до пом'якшення покарання
Засудження Ульбріхта стало причиною célèbre в лібертаріанських колах. У травні 2022 року конгресмен Томас Массі закликав пом'якшити вирок Ульбріхту. Лібертаріанський фонд Reason намагався зібрати кошти, посилаючись на справу Ульбріхта, не вживаючи жодних судових заходів, а кандидат у президенти від Лібертаріанської партії 2020 року Джо Йоргенсен пообіцяв помилувати Ульбріхта.
Помилування
За даними агентств новин, у вівторок 21 січня 2025 року Президент США Дональд Трамп помилував Росса Ульбріхта.